# Whereis

whereis는 바이너리, 소스 그리고 매뉴얼 페이지 파일 같은 특정한 파일의 위치를 찾는데 사용되는 유닉스 명령어이다. POSIX이고 셸 별칭(alias)들을 식별할 수 있기 때문에, 유닉스 type은 주로 바이너리 파일의 위치를 찾는데 선호된다.
아래는 맨 페이지에서의 사용 예시이다.
```
% 
# Find all files in /usr/bin which are not documented in /usr/man/man1 with source in /usr/src:

% 
cd
 
/usr/bin

% 
whereis
 
-u
 
-M
 
/usr/man/man1
 
-S
 
/usr/src
 
-f
 
*

```

## 같이 보기
- 유닉스 명령어 목록
- which (명령어)
- type (유닉스)
- hash (유닉스)